# تجربیات سریالی لین
تجربیات سریالی لین (به ژاپنی: シリアルエクスペリメンツレイン) یک مجموعهٔ تلویزیونی انیمه ژاپنی به کارگردانی ریوتارو ناکامورا، نویسندگی چی‌آکی جی. کوناکا و تهیه‌کنندگی اوئدا یاسویوکی است. شخصیت‌های این مجموعه را یوشی‌توشی آبه طراحی کرده است. تجربیات سریالی لین برای اولین بار از ژوئیه تا سپتامبر ۱۹۹۸ در ۱۳ قسمت از تی‌وی توکیو پخش شد. داستان آن دربارهٔ زندگی لین ایواکورا است؛ دختری نوجوان که در حومهٔ ژاپن زندگی می‌کند و با وایرد، شبکه رایانه‌ای مشابه با اینترنت، آشنا می‌شود.
لین دارای تصویرسازی آوانگارد و سورئال است و به موضوعات فلسفی مانند واقعیت، هویت انسانی و ارتباطات می‌پردازد. این سری به شکلی خلاقانه از تاریخ رایانه، ادبیات سایبرپانک و تئوری توطئه متأثر شده است. منتقدان و طرفداران، لین را به دلیل ابتکار، ویژگی‌های بصری، فضا، مضامین و تصویر تاریکی که از دنیای مملو از پارانویا، ازخودبیگانگی اجتماعی و اتکاء بر فناوری نمایان می‌کند ستایش کرده‌اند. این سریال در سال ۱۹۹۸ در جشنواره هنرهای رسانه‌ای ژاپن جایزه تعالی را دریافت کرد.

## داستان
لین ایواکورا یک دختر دبیرستانی است که در حومهٔ ژاپن همراه با خانواده‌ای از طبقهٔ متوسط و متشکل از خواهری بزرگتر به نام میکا، مادری سرد و غیرصمیمی، و پدری شیفتهٔ کامپیوتر زندگی می‌کند. وضعیت عادی زندگی او به دنبال مجموعه‌ای از حواث عجیب و غریب تغییر می‌کند؛ از زمانی که متوجه می‌شود همکلاسی‌های او ایمیلی از یک دانش‌آموز مرده به نام چیسا یومودا دریافت کرده‌اند. لین نیز در خانه، کامپیوتر قدیمی خود را بیرون آورده و ایمیل چیسا را می‌بیند که می‌گوید در واقع نمُرده، بلکه تنها «جسم خود را رها کرده است» و در اعماق قلمروی مجازی وایرد همچنان زنده است؛ جایی که ادعا می‌کند «خدا» را در آن پیدا کرده است. از این پس لین درگیر رویدادهایی رمزآلود و سورئال می‌شود، سعی می‌کند اسرار وایرد را کاوش کند و در نهایت روایتی را شکل می‌دهد که در آن به مضامین آگاهی، ادراک و ماهیت واقعیت پرداخته می‌شود.
وایرد یک قلمرو مجازی است که مجموع تمام ارتباطات و شبکه‌های انسانی که با تلگراف، تلویزیون و سرویس‌های تلفن ایجاد شده یا با اینترنت، فضای مجازی و شبکه‌های نوین گسترش یافته را در بر می‌گیرد و پشتیبانی می‌کند. وایرد می‌تواند به سیستمی متصل شود که ارتباط ناخودآگاه بین افراد و ماشین‌ها را بدون رابط فیزیکی امکان‌پذیر می‌سازد. داستانْ چنین سیستمی را با طنین‌های شومان معرفی می‌کند؛ ویژگی میدان مغناطیسی زمین که از دید نظری امکان برقراری ارتباط بدون مانع را از راه دور فراهم می‌کند. اگر چنین پیوندی ایجاد شود، وایرد معادل واقعیت می‌شود؛ واقعیت به مثابهٔ اجماع کلی همهٔ ادراکات و دانش بشری. فاصلهٔ میان آنچه واقعی و آنچه مجازی/دیجیتال است به‌طور فزاینده‌ای نازک شده و به آرامی شروع به محو شدن می‌کند.
ماسامی ایری به عنوان مدیر پروژهٔ پروتکل هفت (پروتکل نسل بعدی اینترنت در بازه زمانی انیمه) برای شرکت بزرگ کامپیوتری آزمایشگاه‌های عمومی تاچیبانا معرفی می‌شود. او به‌طور مخفیانه کدی را در این پروتکل وارد کرده بود تا کنترل مطلق وایرد را به دست آورد. سپس آگاهی خود را در وایرد بارگذاری کرد، تا اینکه چند روز بعد درگذشت و تنها بدن فیزیکی خود را پشت سر گذاشت. این جزئیات تقریباً در اواسط سریال نمایش داده می‌شوند. ماسامی بعداً توضیح می‌دهد که لین موجودی ساختگی است که به وسیلهٔ او قرار است مرز بین دنیای مجازی و مادی فرو بریزد. او نیاز دارد تا لین به داخل وایرد برود و مانند خودش «جسم را رها کند» تا به هدفش برسد. در ادامه نیز سریال تلاش‌های او برای متقاعد کردن لین را دنبال می‌کند که شامل مداخلات، وعدهٔ عشق بی‌قید و شرط، اغوای خیال‌پردازانه و جذابیت می‌شود؛ یا حتی تهدید و اجبار پس از آنکه هیچ‌یک از اینها نتیجه نمی‌دهند.
در همین زمان سریال درگیری‌هایی را دنبال می‌کند میان شوالیه‌های حسابان شرقی، هکرهایی که ماسامی ادعا می‌کند «باورمندانی هستند که او را قادر می‌سازند تا در وایرد خدا باشد»، و آزمایشگاه‌های عمومی تاچیبانا، که تلاش می‌کنند دوباره کنترل پروتکل هفت را به دست آورند. در پایان، بیننده لین را می‌بیند که پس از درون‌نگری بسیار متوجه می‌شود که کنترلی مطلق بر ذهن همه و حتی خود واقعیت دارد. دیالوگ او با نسخه‌های مختلف خودش نشان می‌دهد که چگونه از دنیای مادی احساس دوری می‌کند و همزمان از زندگی در وایرد می‌ترسد؛ جایی که توانایی و همچنین مسئولیت‌های یک الههٔ قدیر را دارد. صحنه‌های پایانی سریْ او را در حالی نشان می‌دهند که هر خاطره‌ای که به خودش مربوط بوده و هر اتفاقی که تا آن زمان افتاده را از ذهن دیگران پاک می‌کند. او آخرین بار، بدون تغییر ظاهری، زمانی دیده می‌شود که قدیمی‌ترین و نزدیک‌ترین دوستش آلیس میزوکی را، که اکنون متأهل است، ملاقات می‌کند.

## شخصیت‌ها
- لین ایواکورا (岩倉 玲音)

با صداپیشگی کائوری شیمیزو (ژاپنی)؛ بریجت هافمن (انگلیسی)
شخصیت اصلی سریال؛ لین یک دختر چهارده ساله است که ماهیت واقعی خود را در روند سریال کشف می‌کند. او برای اولین بار به‌عنوان یک دانش‌آموز خجالتی در دبیرستان و با دوستان و علایقی کم نشان داده می‌شود. در ادامه از او چندین شخصیت جسورتر، هم در دنیای فیزیکی و هم در وایرد، رشد کرده و شروع به پیدا کردن دوستان بیشتری می‌کند. با پیشروی سریال، او متوجه می‌شود که در واقع صرفاً یک برنامهٔ کامپیوتری خودمختار و آگاه است که شکل جسمانی یک انسان را دارد و برای از بین بردن مانع نامرئی میان وایرد و دنیای واقعی طراحی شده است. در پایان، لین به چالش کشیده می‌شود تا خود را به عنوان یک الههٔ بالفعل برای وایرد بپذیرد؛ چرا که به یک موجود مجازی قدیر و همه‌جا حاضر تبدیل شده است. کسی که می‌تواند فراتر از مرزهای دستگاه‌ها، زمان یا مکان وجود داشته باشد.
- ماسامی ایری (英利 政美)

با صداپیشگی شو هایامی (ژاپنی)؛ کرک تورنتون (انگلیسی)
طراح کلیدی پروتکل هفت؛ زمانی که برای آزمایشگاه عمومی تاچیبانا کار می‌کرد، به‌طور غیرقانونی کدهایی را در آن درج کرد که به او امکان می‌داد کل پروتکل را به میل خود کنترل کند. او ذهن و ارادهٔ خود را در پروتکل هفت جاسازی کرد و به همین دلیل، توسط آزمایشگاه عمومی تاچیبانا اخراج شد تا اینکه مدتی بعد جسدش را پیدا کردند. او معتقد است که تنها راه برای تکامل و توسعهٔ توانایی‌های بشر این است که خود را از محدودیت‌های فیزیکی و انسانی خلاص کرده و به عنوان موجوداتی مجازی، یا آواتارها، تا ابد در وایرد زندگی کنند. او ادعا می‌کند که خالق لین بوده است، اما در حقیقت به عنوان یک خدای پوشالی منتظر مانده بود تا خدایی دیگر، یعنی خود لین، وایرد را به وضعیت تکامل‌یافته‌اش برساند.
با این حال به گفتهٔ دیگر شخصیت لین، او هرگز واقعاً وجود نداشته یا اگر هم وجود داشته، هیچ ایدهٔ خود شیفته‌ای برای خدا بودن نداشته است.
- یاسوئو ایواکورا[E ۱۲] (岩倉 康男)

با صداپیشگی ریوسوکه اوبایاشی (ژاپنی)؛ بری استیگلر (انگلیسی)
پدر لین؛ کسی که علاقهٔ زیادی به کامپیوتر و ارتباطات الکترونیکی دارد و با ماسامی ایری در آزمایشگاه عمومی تاچیبانا کار می‌کند. او به طرز ماهرانه‌ای لین، جوان‌ترین دخترش، را به سوی وایرد هل می‌دهد و رشد او را زیر نظر می‌گیرد تا زمانی که بیشتر و بیشتر از خودش و علت وجودی‌اش آگاه شود. او سرانجام لین را ترک می‌کند و به او می‌گوید که اگرچه از نقش بازی کردن به عنوان «خانواده» لذت نمی‌بُرد، اما او را واقعاً دوست داشت و مانند یک پدر واقعی از او مراقبت می‌کرد. یاسوئو با وجود اشتیاقی که برای جذب لین به وایرد دارد، به او هشدار می‌دهد که بیش از حد درگیر آن نشده یا آن را با دنیای واقعی اشتباه نگیرد.
- میهو ایواکورا[E ۱۶] (岩倉 美穂)

با صداپیشگی ری ایگاراشی (ژاپنی)؛ داری لالو مکنزی (انگلیسی)
مادر لین؛ به شوهرش عشق می‌ورزد اما نسبت به هر دو فرزندش بی‌تفاوت است. او نیز مانند شوهرش لین را ترک می‌کند. میهو یک دانشمند کامپیوتر است.
- آلیس میزوکی (瑞城 ありす)

با صداپیشگی یوکو آسادا (ژاپنی)؛ امیلی براون (انگلیسی)
همکلاسی و تنها دوست واقعی لین در طول سریال؛ او بسیار صمیمی است و هیچ تغییر ناگهانی یا قابل تشخیصی در شخصیت خود ندارد. او اولین کسی است که به لین کمک می‌کند تا اجتماعی شود و او را به یک باشگاه شبانه می‌برد. از آن به بعد، او تمام تلاش خود را می‌کند تا از لین مراقبت کند. نام آلیس، به همراه دو دوست صمیمی‌اش جولی و ریکا، از کار قبلی چیاکی کوناکا با عنوان آلیس در سرزمین سایبر گرفته شده است.
- میکا ایواکورا (岩倉 美香)

با صداپیشگی ایاکو کاوازومی (ژاپنی)؛ پاتریشیا جا لی (انگلیسی)
خواهر بزرگتر لین؛ یک دانش آموز دبیرستانی بی‌احساس و شانزده ساله. به نظر می‌رسد که او از تمسخر علایق و رفتار لین لذت می‌بَرد. وبگاه انیمه رولوشن میکا را تنها عضو عادی خانوادهٔ ایواکورا ارزیابی می‌کند: او دوست پسرش را در هتل‌های عشق می‌بیند، رژیم دارد و در شیبویا خرید می‌کند. در نقطه‌ای از سریال، او به شدت تحت تأثیر توهمات شدید دچار ترومای روانی می‌شود. هنگامی که لین آزادانه شروع به کندوکاو در وایرد می‌کند، میکا به دلیل نزدیکی به او بین دنیای واقعی و وایرد گیر می‌افتد.
- تارو[E ۲۴] (タロウ)

با صداپیشگی کیتو تاکیموتو (ژاپنی)؛ برین سیدال (انگلیسی)
پسری کم‌وبیش هم سن لین؛ او گه‌گاه برای شوالیه‌ها کار می‌کند تا «حقیقت واحد» را ثمر بخشند. با این حال، او هنوز عضو شوالیه‌ها نشده و چیزی از نیت واقعی آنها نمی‌داند. تارو عاشق بازی‌های وی‌آر است و تمام روز را در سایبریا با دوستانش، میو-میو و ماسایوکی می‌گذراند. او از فناوری‌های خاص مانند یک هندی‌نَوی سفارشی یا عینک هوشمند استفاده می‌کند. تارو به ناشناس بودن خود در وایرد افتخار کرده و در ازای اطلاعات، شخصیت مجازی لین را برای ملاقات دعوت می‌کند.
- کارمند اداره

با صداپیشگی شیگرو چیبا (ژاپنی)
یکی از مدیران ارشد آزمایشگاه‌های عمومی تاچیبانا؛ او یک دستور کار شخصی دارد که به کمک مردان سیاه‌پوش آن را عملی می‌کند. او مشتاقانه منتظر ورود یک «خدای واقعی» از طریق وایرد و مسئول ترور دسته جمعی شوالیه‌ها است. چیزهای زیادی در مورد لین وجود دارد که او نمی‌داند، اما ترجیح می‌دهد از خود لین سؤال بپرسد تا اینکه برنامهٔ شرکت را فاش کند.
- مردان سیاه‌پوش

کارل هاوس‌هوفر (カール・ハウスホッファ)
با صداپیشگی جوجی ناکاتا (ژاپنی)؛ جیمیسون پرایس (انگلیسی)
لین سویشی (چینی: 林随錫؛ پین‌یین: Lín Suíxī)
با صداپیشگی تاکومی یامازاکی (ژاپنی)؛ باب بوکهلز (انگلیسی)
مردان سیاه‌پوش به ردیابی و قتل همهٔ اعضای شوالیه‌ها می‌پردازند و برای کارمند اداره کار می‌کنند. نقشهٔ واقعی به آنها گفته نمی‌شود، اما می‌دانند که ماسامی ایری، با وجود کشته شدن، همچنان به نوعی در ماجرا درگیر است. آنها هیچ نیازی به خدای قدیر، چه رسد به لین، در وایرد نمی‌بینند.
- چیسا یومودا (四方田 千砂)

با صداپیشگی سومی موتو (ژاپنی)؛ لیا سارجنت (انگلیسی)
آغازکنندهٔ روند سریال؛ دختر نوجوانی که در قسمت اول خودکشی کرد. پس از مرگش، او به لین، جولی و چند دانش‌آموز دیگر ایمیل می‌زند و می‌گوید که هنوز در وایرد زنده است.
- ریکا یاماموتو[E ۳۸] (山本 麗華)

با صداپیشگی چیهارو تزوکا (ژاپنی)؛ لنوز زن (انگلیسی)
یکی از دوستان آلیس در مدرسه؛ به نظر می‌رسد که به لین اهمیت نمی‌دهد، از آنجایی که او را زیاد اذیت می‌کند. او جدی‌تر از جولی است، و همچنین تا حدودی بدجنس‌تر.
- جولی کاتو[E ۴۱] (加藤 樹莉)

با صداپیشگی مانابی میزونو (ژاپنی)؛ گریسی مور (انگلیسی)
یکی دیگر از دوستان آلیس؛ او نیز لین را آزار می‌دهد، اما نه به شدت ریکا. گاهی اوقات نسبت به احساسات دیگران بی‌تفاوت است.
- ماسایوکی[E ۴۴] (マサユキ)

با صداپیشگی سورا فوجیما (ژاپنی)؛ دوروتی الایِس-فان (انگلیسی)
بهترین دوست تارو؛ او معمولاً در حال پرسه زدن با تارو و میو-میو دیده می‌شود.
- میو-یمو[E ۴۷] (ミューミュウ)

با صداپیشگی یوکی یاماموتو (ژاپنی)؛ سندی فاکس (انگلیسی)
دختر جوانی که با تارو و ماسایوکی در کافه سایبریا می‌گردد. او به تارو علاقه دارد؛ به همین خاطر هنگام لاس زدن او با لین، احساس حسادت می‌کند.
- راوی

با صداپیشگی تاکاشی تانیگوچی (ژاپنی)؛ پل سنت پیتر (انگلیسی)

## ساخت
تجربیات سریالی لین در زمان ساخت اثری بدیع در نظر گرفته می‌شد؛ تا حدی که اوئدا یاسویوکی، تهیه‌کنندهٔ سری، آن را «یک ریسک بزرگ» تلقی می‌کرد.
یاسویوکی مجبور شد چندین بار به سوالات مکرر دربارهٔ بیانیهٔ خود در مصاحبه با انیمِریکا پاسخ دهد. او در این بیانیهٔ بحث‌برانگیز گفته است که لین «نوعی جنگ فرهنگی علیه فرهنگ و ارزش‌های آمریکایی است که ما [ژاپن] پس از جنگ جهانی دوم پذیرفته‌ایم». او بعداً توضیح داد که لین را با مجموعه‌ای از ارزش‌هایی که به نظرش ژاپنی بوده‌اند خلق کرده و امیدوار بوده که آمریکایی‌ها این سریال را آنطور که ژاپنی‌ها می‌فهمند درک نکنند؛ امری که می‌توانست منجر به جنگ ایده‌ها بر سر معنای انیمه شده و با ارتباطات جدید میان دو فرهنگ به اوج خود برسد. هنگامی که او متوجه شد تماشاگران آمریکایی دیدگاه مشابهی با ژاپنی‌ها در مورد سریال دارند، ناامید شد.
فرنچایز لین در ابتدا برای ایجاد ارتباط میان انواع رسانه‌ها (انیمه، بازی‌های ویدیویی، مانگا) طراحی شد. اوئدا یاسویوکی در مصاحبه‌ای گفت: «رویکردی که من برای این پروژه در پیش گرفتم این بود که ماهیت کار را با مجموعهٔ از انواع محصولات رسانه‌ای منتقل کنم.» ابتدا سناریوی بازی ویدیویی نوشته شد؛ بازی ویدیویی همزمان با انیمه تولید شد، اگرچه ابتدا سری منتشر شد. یوشی‌توشی آبه نیز یک دوجینشی با عنوان کابوس ساختگی طراحی کرد که به زبان ژاپنی در کتابِ هنری حضور مطلق در وایرد منتشر شد. یاسویوکی و کوناکا در مصاحبه‌ای اعلام کردند که ایدهٔ یک پروژهٔ چند رسانه‌ای در ژاپن غیرعادی نیست، برخلاف مضامین لین و شیوهٔ نمایش آنها.

### نویسندگی
در چند مصاحبه از نویسندگان پرسیده شد که آیا در موضوعات و طراحی گرافیک تحت تأثیر نئون جنسیس اونگلیون قرار گرفته‌اند؛ موضوعی که چیاکی جی. کوناکا در مصاحبه‌ای به شدت تکذیب کرد و گفت حتی تا زمانی که قسمت چهارم لین را تمام نکرده بودند، اونگلیون را ندیده بود. از آنجایی که کوناکا در درجه اول نویسندهٔ فیلم‌های ترسناک است، تأثیرات او عبارتند از گُدار (به ویژه در استفاده از تایپوگرافی روی صفحه)، جن‌گیر، افسانهٔ خانه جهنمی، و خانه سایه‌های تاریک از دان کورتیز. نام آلیس، به همراه دو دوست صمیمی‌اش جولی و ریکا، از کار قبلی چیاکی کوناکا با عنوان آلیس در سرزمین سایبر گرفته شده بود که به سهم خود تا حد زیادی تحت تأثیر آلیس در سرزمین عجایب بود. با توسعهٔ سریال، کوناکا از نزدیک شدن شخصیت آلیس به شخصیت اصلی سرزمین عجایب متعجب شد.

رایانه سفارشی لین که نمایشگرهای هولوگرافیک و خنک‌کنندهٔ دی‌اکسید کربن مایع دارد.

ونیوار بوش (و ممکس)، جان سی. لیلی، تیموتی لیری و مدل هشت مدار اگاهیِ او، تد نلسون و پروژه زانادو به عنوان پیشگامان وایرد در سری ذکر شده‌اند. همچنین داگلاس راشکوف و کتاب او سایبریا؛ که در لین به نام کلوپ شبانه‌ای که پر از هکرها و نوجوانان تکنو-پانک بود بدل گشت. به همین ترتیب، امداد غیبیِ سریال در پیوند میان طنین‌های شومان و ناخودآگاه جمعی یونگ قرار دارد. مجستیک ۱۲ و حادثه رازول به عنوان نمونه‌هایی استفاده می‌شوند از اینکه چگونه یک فریب به واسطهٔ خرده‌فرهنگ‌ها می‌تواند همچنان تاریخ را تحت تأثیر قرار دهد، حتی پس از افشا شدن. این دو خود دوباره به ونیوار بوش، «مغز» ادعایی مجستیک ۱۲، پیوند می‌خورند. دو مورد از مراجع ادبی در سری را پدر لین نقل می‌کند: او با رمز عبور "Think Bule Count One Tow" وارد یک وبگاه می‌شود ("Think Blue, Count Two" یک داستان کوتاه از مجموعهٔ علمی-تخیلی ابزارِگی انسان است که در آن شخصیت‌هایی مجازی به عنوان افراد واقعی در ذهن مردم برنامه‌ریزی شده‌اند)؛ و گفتهٔ او در قسمت آخر که «مادلن با چای خوب می‌شود»، لین را «شاید تنها کارتونی می‌کند که به پروست اشاره کرده است».

### طراحی شخصیت

آبه به ذهنش آمد که لین خود موهایش را کوتاه کرده و از آنچه باقی مانده بود، دم اسبی ساخته است. این بعدها در کتابِ هنری او حضور مطلق در وایرد گنجانده شد.

یوشی‌توشی آبه اعتراف می‌کند که هرگز در کودکی مانگا نخوانده، زیرا در خانوادهٔ او خارج از محدوده و غیرمجاز بوده است. او عمدتاً از «طبیعت و هر چیز پیرامون» در طراحی خود تأثیر می‌گیرد. به‌طور خاص در مورد شخصیت لین، آبه از کنجی تسوروتا، آکیهیرو یامادا، رِنجی موراتا و یوکینوبو هوشینو الهام گرفته و در نگاهی وسیع‌تر، در سبک و تکنیک خود تحت تأثیر هنرمندان ژاپنی، کیوسوکه چینای و توشیو تابوچی قرار گرفته است.
مسئولیت طراحی شخصیت لین تماماً بر عهدهٔ آبه نبود. برای مثال، موی پیشانی متمایز لین به درخواست یاسویوکی اوئدا طراحی شد و هدف از قرار دادن آن، ایجاد عدم تقارن برای انعکاس طبیعت ناپایدار و نگران‌کنندهٔ لین بود. در بازی ویدئویی سری از آن به عنوان نمادی عرفانی یاد شده که از ورود ارواح شیطانی و بدشانسی از طریق گوش جلوگیری می‌کند. لباس خوابِ خرسی لین درخواست تاکاهیرو کیشیدا، کارگردانِ پویانمایی شخصیت بود؛ اگرچه خرس‌ها علامت تجاری برادران کوناکا هستند، اما چیاکی کوناکا ابتدا با این ایده مخالفت کرد. سپس ناکامورا، کارگردان سری، توضیح داد که چگونه می‌توان از موتیف خرس به عنوان سپرِ لین برای رویارویی با خانواده‌اش استفاده کرد. این یک عنصر کلیدی در طراحی لین خجالتی در دنیای واقعی است (ر.ک. به بیماری روانی ذیل درون‌مایه). لین به دلایل مشابه وقتی برای اولین بار به کلوپ شبانهٔ سایبریا می‌رود، کلاه خرسی بر سر می‌گذارد. با نگاهِ به گذشته، کوناکا بیان کرد که لباس خواب لین عامل اصلی جذب طرفداران شخصیت‌پردازی موئه به این سریال بوده است و اظهار داشت که «چنین مواردی نیز ممکن است هنگام ساخت انیمه مهم باشند».
طراحی اولیه آبه به‌طور کلی پیچیده‌تر بود از آنچه که در نهایت روی صفحهٔ تلویزیون ظاهر شد. به عنوان مثال، گیرهٔ موی X شکل قرار بود یک الگوی به هم پیوسته از پیوندهای طلایی باشد؛ پیوندهایی که با یک ضربهٔ محکم باز می‌شوند یا حول یک محور می‌چرخند تا لحظه‌ای که «X» به «=» تبدیل می‌شود. این مورد استفاده نشد چرا که هیچ صحنه‌ای وجود نداشت که لین گیرهٔ موی خود را بردارد.

### درون‌مایه
تجربیات سریالی لین یک داستان خطی معمولی نیست و به عنوان «انیمه‌ای جایگزین، با مضامین و تحقق مدرن» توصیف می‌شود. موضوعات آن از الهیات تا روان‌شناسی را در بر می‌گیرد و به طرقی مختلف با آنها برخورد می‌شود: از گفت‌وگوی کلاسیک گرفته تا درون‌نگریِ تماماً تصویری، همراه با بازجویی مستقیم از شخصیت‌هایی خیالی.
ارتباط، در معنای وسیع‌تر آن، یکی از موضوعات اصلی سریال است؛ نه تنها در تقابل با تنهایی، بلکه به عنوان موضوعی مجزا. کوناکا، نویسندهٔ سری، گفت که می‌خواهد مستقیماً با احساسات انسانی ارتباط برقرار کند. ناکامورا، کارگردان سری، می‌خواست به تماشاگران (به ویژه بینندگان ۱۴ تا ۱۵ سال) «طول موج چندبعدی خود وجودی: رابطهٔ میان خود و جهان» را نشان دهد.
تنهایی، اگر صرفاً به معنای فقدان ارتباط باشد، در سراسر لین مکرر است. خود لین «تقریباً به طرزی دردناک درون‌گرا است و هیچ دوستی در مدرسه ندارد؛ با خواهری مغرور و متکبر، مادری که به طوری عجیب بی‌تفاوت است و پدری که به نظر می‌رسد می‌خواهد به او توجه کند، اما آنقدر مشغول است که نمی‌تواند برای او وقت بگذارد». دوستی‌ها اولین شایعه را پدیدمی‌آورند؛ و تنها آهنگ درج شده در سری، کودوکو نو شیگونارو نام دارد که به معنای «نشانهٔ تنهایی» است.

شخصیت‌های مختلف لین هر کدام نام خود را دارند که با دبیره‌های متفاوت نوشته شده است.

بیماری روانی، به خصوص اختلال تجزیه هویت، مضمون قابل توجهی در لین است. شخصیت اصلی دائماً با دگرمن‌ها روبرو می‌شود، تا جایی که چیاکی کوناکا و کائوری شیمیزو، صداپیشهٔ لین، مجبور شدند بر سر تقسیم دیالوگ‌های شخصیت به سه دستور خط مختلف به توافق برسند. این سه نام نسخه‌های متمایز لین را مشخص می‌کنند: لین در دنیای واقعی، کودکانه، خجالتی و دارای لباس خواب خرسی است. لین پیشرفته، شخصیت وایرد او، جسور و پرسشگر است. در نهایت، لین شرور که حیله‌گر بوده و هر کاری برای آسیب رساندن به لین یا نزدیکانش انجام می‌دهد. به عنوان یک قرارداد نوشتاری، سازندگان نام مربوطهٔ آنها را با نویسه‌های کانجی، کاتاکانا و روماجی نوشتند (تصویر را ببینید).
در لین واقعیت هرگز تظاهر به عینیت ندارد. در راستای پذیرش این اصطلاح («واقعیت») در سرتاسر سریال مشاجره است؛ برای مثال واقعیت «طبیعی» که از طریق گفتگوی عادی بین افراد تعریف می‌شود، واقعیت مادی، و واقعیت ظالمانه‌ای که توسط یک نفر بر ذهن دیگران تحمیل شده است. یک بحث کلیدی در همهٔ تفاسیر سری این است که نتیجه بگیریم ماده از اندیشه سرچشمه می‌گیرد یا برعکس. دست‌اندرکاران سری به دقت از به اصطلاح «نقطه نظر چشم خدا» اجتناب کردند تا «میدان دید محدود» در دنیای لین را روشن کنند.
الهیات نیز نقش خود را در توسعهٔ داستان ایفا می‌کند. از لین به عنوان پرسشی دربارهٔ امکان وجود روح نامتناهی در بدنی محدود یاد می‌شود. از درک خود به عنوان یک الهه تا خداکشی، دین، که عنوان یک لایه نیز می‌باشد، بخشی ذاتی از پیشینهٔ لین است.

### رایانه‌های اپل
لین ارجاعات گسترده‌ای به رایانه‌های اپل دارد؛ چنان‌که در آن زمان اکثر کارکنان خلاق مانند نویسندگان، تولیدکنندگان، و تیم گرافیکی از این برند استفاده می‌کردند. برای مثال، عنوان در ابتدای هر قسمت توسط برنامهٔ ترکیبْ گفتارِ پلین‌تاک از رایانهٔ اپل و با استفاده از صدای "Whisper" اعلام می‌شود. صنایع تاچیبانا، شرکتی که رایانه‌های نَوی را می‌سازد، ارجاعی است به شرکت اپل: «تاچیبانا» در ژاپنی یعنی «پرتقال ماندارین». "NAVI" مخفف "Knowledge Navigator" است و هندی‌نَوی نیز بر اساس اپل نیوتون، یکی از اولین دستیارهای دیجیتال شخصی در جهان، طراحی شده است. نوی‌ها در حال اجرای "Copland OS Enterprise" دیده می‌شوند (این ارجاع به سیستم عامل کاپ‌لند ابتکار کوناکا بود، یک طرفدار آشکارِ اپل)، و نویِ لین و آلیس به ترتیب شباهت زیادی به مکینتاشِ بیستمین سالگرد و آی‌مک دارند. زبان برنامه‌نویسی هندی‌نوی، همان‌طور که در قسمت هفتم دیده می‌شود، لیسپ است؛ اپل نیوتون نیز از زبان لیسپ استفاده می‌کرد. (نیوتون‌اسکریپت) برنامه‌ای که لین تایپ می‌کند را می‌توان در مخزن هوش مصنوعیِ دانشگاه کارنگی ملون پیدا کرد؛ یک پیاده‌سازی ساده از بازی زندگی کانوی در لیسپ معمولی.
طیِ یک سری از تصاویر منقطع، یک آی‌مک و شعار تبلیغاتیِ متفاوت فکر کنید، در حالی که صدای Whisper آن را می‌گوید، ظاهر می‌شوند. این یک درجِ ناخواسته از طرف تیم گرافیک و همچنین علاقه مندان به مک بود. کنایه‌های ظریف دیگری نیز می‌توان یافت: به‌طور مثال «دنیا را ببند، بعدی را باز کن»، شعار بازی ویدئویی تجربیات سریالی لین است. نکست (NeXT) شرکتی بود که نکست‌استپ را تولید کرد که البته پس از خرید شرکت توسط اپل، به مک‌اواس تبدیل شد. مثال دیگر «ادامه دارد.» در پایان قسمت‌های ۱ تا ۱۲ است، با «B» ِ آبی و «e» ِ قرمز در «Be» که با لوگوی اصلی .Be Inc مطابقت دارد؛ شرکتی که کارمندان سابق اپل آن را تأسیس کردند و در زمان خود رقیب اصلی نکست محسوب می‌شد.

## انتشار و تاریخ پخش
تجربیات سریالی لین اولین بار در ۶ ژوئیه ۱۹۹۸ از تی‌وی توکیو پخش شد و در ۲۸ سپتامبر ۱۹۹۸ با قسمت سیزدهم به پایان رسید. این سریال از ۱۳ قسمتِ ۲۴ دقیقه‌ای (که در سریال آنها را «لایه‌ها» نامیده‌اند)، به جز قسمت ششم بچه‌ها (۲۳ دقیقه و ۱۴ ثانیه)، تشکیل شده است. در ژاپن، قسمت‌ها به صورت لیزردیسک، وی‌اچ‌اس و دی‌وی‌دی در پنج جلد منتشر شدند. در سال ۲۰۰۰ یک مجموعهٔ دی‌وی‌دی به نام "Serial Experiments Lain DVD-BOX Яesurrection" همراه با یک دی‌وی‌دی تبلیغاتی به نام "LPR-309" منتشر شد. از آنجایی که این مجموعهٔ جعبه‌ای در حال حاضر متوقف شده است، در سال ۲۰۰۵ یک نسخهٔ مجدد از آن به نام "Serial Experiments Lain TV-BOX" ساخته شد. Pioneer/Geneon یک مجموعهٔ ۴ جلدی از دی‌وی‌دی جعبه‌ای را در ایالات متحده منتشر کرد. نسخهٔ بلوریِ این انیمه در دسامبر ۲۰۰۹ با عنوان "Serial Experiments Lain Blu-ray Box | RESTORE" ساخته شد. این سری انیمه در ۱۵ اکتبر ۲۰۱۲ در کانال فانیمیشن به تلویزیون ایالات متحده بازگشت. موسیقی آغازین سریال، «لحاف»، را جاسمین راجرز و بند بریتانیاییِ Bôa نوشته و اجرا کرده‌اند. موسیقی پایانی، «فریاد دور» (遠い叫び، Tōi Sakebi)، را هم رِیچی ناکایدو نوشته و ساخته است.
این مجموعهٔ انیمه پروانه‌اش را در سال ۱۹۹۹ در آمریکای شمالی از پایونیر اینترتینمنت (بعدتر Geneon USA) بر روی وی‌اچ‌اس، دی‌وی‌دی و لیزردیسک گرفت. این شرکت در دسامبر ۲۰۰۷ بخش ایالات متحدهٔ خود را بست و در نتیجه این سری دیگر چاپ نشد. با این حال توزیع‌کنندهٔ آمریکای شمالی، فانیمیشن، در انیمه اکسپو ۲۰۱۰ اعلام کرد که مجوز این سری را دریافت کرده است و آن را دوباره در سال ۲۰۱۲ منتشر کرد.

## واژه‌نامه
1. ↑  Lain Iwakura
2. ↑  The Wired
3. ↑  Mika Iwakura
4. ↑  Chisa Yomoda
5. ↑  schumann resonances
6. ↑  Masami Eiri
7. ↑  Tachibana General Laboratories
8. ↑  Knights of the Eastern Calculus
9. ↑  Alice Mizuki
10. ↑  Bridget Hoffman
11. ↑  Show Hayami
12. ↑  Yasuo Iwakura
13. ↑  Ryūsuke Ōbayashi
14. ↑  Barry Stigler
15. ↑  Raison d'être
16. ↑  Miho Iwakura
17. ↑  Rei Igarashi
18. ↑  Dari Lallou Mackenzie
19. ↑  Yōko Asada
20. ↑  Emilie Brown
21. ↑  Alice in Cyberland
22. ↑  Anime Revolution
23. ↑  love hotel
24. ↑  Taro
25. ↑  Rei Igarashi
26. ↑  Brianne Siddall
27. ↑  Cyberia
28. ↑  HandiNAVI
29. ↑  Shigeru Chiba
30. ↑  Karl Haushoffer
31. ↑  Jouji Nakata
32. ↑  Jamieson Price
33. ↑  Lin Suixi
34. ↑  Takumi Yamazaki
35. ↑  Bob Buchholz
36. ↑  Sumi Mutoh
37. ↑  Lia Sargent
38. ↑  Reika Yamamoto
39. ↑  Chiharu Tezuka
40. ↑  Lenore Zann
41. ↑  Julie Kato
42. ↑  Manabi Mizuno
43. ↑  Gracie Moore
44. ↑  Masayuki
45. ↑  Sora Fujima
46. ↑  Dorothy Elias-Fahn
47. ↑  Myu-Myu
48. ↑  Yuki Yamamoto
49. ↑  Sandy Fox
50. ↑  Takashi Taniguchi
51. ↑  Paul St. Peter
52. ↑  Animerica
53. ↑  The Nightmare of Fabrication
54. ↑  artbook
55. ↑  Omnipresence in the Wired
56. ↑  The Legend of Hell House
57. ↑  House of Dark Shadows
58. ↑  Memex
59. ↑  John C. Lilly
60. ↑  Eight-circuit model of consciousness
61. ↑  Project Xanadu
62. ↑  Douglas Rushkoff
63. ↑  deus ex machina
64. ↑  Majestic 12
65. ↑  Instrumentality of Man
66. ↑  Kenji Tsuruta
67. ↑  Akihiro Yamada
68. ↑  Range Murata
69. ↑  Yukinobu Hoshino
70. ↑  Kyosuke Chinai
71. ↑  Toshio Tabuchi
72. ↑  Takahiro Kishida
73. ↑  existential self
74. ↑  Kodoku no shigunaru
75. ↑  speech synthesis
76. ↑  PlainTalk
77. ↑  NAVI
78. ↑  Apple Newton
79. ↑  Copland
80. ↑  Twentieth Anniversary Macintosh
81. ↑  NewtonScript
82. ↑  AI repository
83. ↑  implementation
84. ↑  "Close the world, Open the nExt"
85. ↑  "To Be Continued."
86. ↑  "KIDS"
87. ↑  "Duvet"
88. ↑  Jasmine Rodgers
89. ↑  "Distant Scream"
90. ↑  Reichi Nakaido
91. ↑  Pioneer Entertainment
92. ↑  Anime Expo 2010